# جواو باولو (لاعب كرة قدم مواليد 2001)
جواو باولو هو لاعب كرة قدم برازيلي في مركز حراسة المرمى، ولد في 8 مارس 2001 في غوارابوافا في البرازيل. لعب مع نادي شابيكوينسي.

## وصلات خارجية
- جواو باولو (لاعب كرة قدم مواليد 2001) على موقع قاعدة بيانات كرة القدم.إي يو (الإنجليزية)
- جواو باولو (لاعب كرة قدم مواليد 2001) على موقع Soccerway.com (الإنجليزية)